# Dance For Mercy
«Dance For Mercy» es el decimos̟éptimo sencillo del artista inglés de música electrónica Andy Bell. Es el tercer sencillo lanzado a modo de teaser del álbum Ten Crowns el cual realizó en colaboración con Dave Audé. 

## Lista de temas
1. Dance For Mercy